# Pauliina Vilponen
Pauliina Vilponen (* 20. Februar 1992 in Nakkila, Finnland) ist eine finnische Volleyballnationalspielerin.

## Karriere
Pauliina Vilponen begann im Alter von sechs Jahren mit dem Volleyballspielen. 2009 wurde sie vom finnischen Verein LiigaEura entdeckt und verpflichtet. Nach einer Saison wechselte sie nach Hämeenlinna zum Ligakonkurrenten HPK Naiset und wurde 2012 finnischer Vizemeister. Im Anschluss kehrte sie zu LiigaEura zurück. Auf Empfehlung des früheren Trainers des Schweriner SC und heutigen finnischen Nationaltrainers Tore Aleksandersen wechselte sie zur Saison 2013/14 zum Schweriner SC und konnte dort erstmals in der Champions League spielen. Nach einem Jahr in Schwerin wurde sie 2014 vom Bundesliga-Konkurrenten 1. VC Wiesbaden verpflichtet. 2015 kehrte Vilponen zurück in ihre Heimat zu LP Viesti Salo.
Seit 2011 ist Vilponen zudem für die finnische Nationalmannschaft aktiv und konnte bisher 18 Partien absolvieren. Parallel zu ihrer Volleyballkarriere studiert Vilponen Jura an der Universität Turku.